# Zeche Wodan
Die Zeche Wodan ist ein ehemaliges Steinkohlenbergwerk in Hattingen-Bredenscheid. Das Bergwerk war bereits im 18. Jahrhundert unter dem Namen Zeche Gottesgabe in Betrieb. Das Bergwerk gehörte zum Märkischen Bergamtsbezirk.

## Geschichte

### Die Anfänge
Anfang des 19. Jahrhunderts wurde von der Zeche Gottesgabe im Wodantal Stollenbergbau betrieben. Die Zeche Wodan wurde bereits im Jahr 1839 in den Unterlagen erwähnt, war jedoch zu dieser Zeit noch nicht in Betrieb. Am 19. Mai des Jahres 1845 wurde ein Geviertfeld verliehen. Nach der Verleihung wurde das Bergwerk mit zwei Stollen in Betrieb genommen. Im Jahr 1854 wurde ein neuer Förderstollen im Bereich der Straße von Hattingen nach Sprockhövel angesetzt. Das Stollenmundloch befand sich an der heutigen Johannessegener Straße im Niveau von +130 Metern NN. Der Stollen wurde in westlicher Richtung aufgefahren und hatte am Jahresende bereits eine Länge von 89 Lachtern. Mit dem Stollen wurde während der Auffahrung ein Flöz angefahren. Das Flöz hatte eine Mächtigkeit von drei Fuß und fiel in südlicher Richtung mit 77 Gon ein. Im selben Jahr wurde mit dem Abbau begonnen. Das Bergwerk gehörte zu dieser Zeit zum Geschworenenrevier Dahlhausen. Die abgebaute Kohle wurde für den Hausbrand und für den Betrieb der Ziegel- und Kalköfen genutzt.

### Der weitere Betrieb
Am 28. Mai des Jahres 1856 wurde für den Förderstollen das Erbstollenrecht verliehen. Der als „Wodan Erbstollen“ bezeichnete Stollen hatte eine Länge von 140 Lachtern und war geplant für die Auffahrung nach Westen. Der Stollen sollte die Grubenfelder Sunderbank, Prinz Wilhelm, Friedlicher Nachbar und Schwarzer Rabe lösen. Im Jahr 1857 war das Bergwerk nachweislich in Betrieb. Im Jahr 1858 wurde der Wodan-Erbstollen erweitert. Um das Jahr 1860 wurde eine Schleppbahn in Betrieb genommen. Die Bahn führte vom Bergwerk durch das Wodantal bis zum Bahnhof Nierenhof. Im 3. Quartal des Jahres 1861 wurden die Erweiterungsarbeiten bei einer Länge von 32 Lachtern ab Stollenmundloch eingestellt. Zu diesem Zeitpunkt fand noch kein Vortrieb statt. Am 5. März des Jahres 1864 wurde das Erbstollenrecht wieder aufgehoben. In den Jahren 1863 bis 1875 war das Bergwerk in Betrieb, 1876 wurde es außer Betrieb genommen. Nachdem das Bergwerk mehrere Jahre außer Betrieb war, wurde es im Jahr 1884 wieder in Betrieb genommen. Im selben Jahr wurde ein neuer Stollen angesetzt. Das Stollenmundloch befand sich am Paasbach in der Nähe vom heutigen Bergmannsweg. Das Stollenmundloch lag bei einem Niveau von +109 Metern NN. In diesem Jahr wurden jedoch keine Kohlen gefördert. Im Jahr 1886 wurde begonnen, einen tonnlägigen Schacht abzuteufen. Der Schacht wurde für die Bewetterung unterhalb der Stollensohle benötigt. Im Jahr darauf erreichte der Schacht bei einer flachen Teufe von zwölf Metern die Stollensohle. Bei einer flachen Teufe von 64 Metern (seiger 56 Meter) wurde die Bausohle angesetzt. Durch den Schacht wurde nun der Abbau unterhalb der Stollensohle ermöglicht.
Noch im Jahr 1887 wurde mit der Förderung begonnen. Die Förderung erfolgte im Schacht bis zur Stollensohle, von dort wurde die Kohle durch den Stollen bis zu Tage gefördert. Im Jahr 1892 wurde ein Querschlag in südlicher Richtung aufgefahren. Im selben Jahr wurde eine Pferdeschleppbahn zum Bahnhof Bredenscheid erstellt. Im Jahr 1895 wurde nur noch oberhalb der Stollensohle abgebaut. Die Berechtsame umfasste zu diesem Zeitpunkt ein Geviertfeld. Im Jahr 1897 fand auf dem Bergbau keinerlei Abbautätigkeit statt. Es wurden zwar Kohlen gefördert, allerdings stammten diese aus den Vorrichtungsbetrieben. Im selben Jahr wurde das Bergwerk von der Gewerkschaft Hoffnungsthal übernommen. Trotz der Übernahme war die Zeche Wodan weiterhin eigenständig in Betrieb. Das Bergwerk gehörte zu dieser Zeit zum Bergrevier Hattingen. Im Jahr 1898 wurde von der Zeche Hoffnungsthal begonnen, im Grubenfeld der Zeche Wodan einen zentralen Förderschacht abzuteufen. Der Schachtansatzpunkt befand sich 500 Meter südöstlich vom Bahnhof Bredenscheid. Dieser Schacht sollte als Förderschacht für die Felder Rabe, Hoffnungsthal und Wodan genutzt werden. Im Jahr 1899 wurde die Zeche Wodan durch die Westfälischen Kohlenwerke übernommen. Auch nach dieser Übernahme blieb die Zeche Wodan als Betrieb noch eigenständig. Im Jahr 1901 erfolgte der Durchschlag mit dem neuen Schacht 2. Noch im selben Jahr wurde der Betrieb der Zeche Wodan eingestellt, Grund hierfür war die Änderung des Betriebes. Nach dem Durchschlag konnte der Abbau vom neuen Schacht aus durchgeführt werden. Im Jahr 1902 wurde die Zeche Wodan mit den Zechen Rabe und Hoffnungsthal zusammengelegt, der neue Betrieb erhielt den Namen Westfälische Kohlenwerke.

## Förderung und Belegschaft
Die ersten Förder- und Belegschaftszahlen stammen aus dem Jahr 1855, in diesem Jahr waren 16 Bergleute auf der Zeche beschäftigt, die eine Förderung von 7687 preußischeTonnen Steinkohle erbrachten. Im Jahr 1867 sank die Förderung auf 958 Tonnen Steinkohle. Im Jahr 1869 wurden fast 1100 Tonnen Steinkohle gefördert. Im Jahr 1873 wurden von sieben Bergleuten 324 Tonnen Steinkohle gefördert. Im Jahr 1884 waren acht Bergleute auf der Zeche beschäftigt, es fand jedoch keine Kohlenförderung statt. Im Jahr darauf wurden von zehn Bergleuten 110 Tonnen Steinkohle gefördert. Im Jahr 1887 förderten zehn Bergleute 1585 Tonnen Steinkohle. Im Jahr 1890 waren 21 Bergleute auf dem Bergwerk beschäftigt, die eine Förderung von rund 4000 Tonnen Steinkohle erbrachten. Im Jahr 1895 kam es zu einem starken Einbruch der Förderung, es förderten 20 Bergleute 898 Tonnen Steinkohle. Im Jahr 1897 stieg die Förderung wieder an auf 4232 Tonnen Steinkohle, diese Förderung wurde von 14 Bergleuten erbracht. Die maximale Förderung wurde im Jahr 1900 erbracht, mit 34 Bergleuten wurden 12.943 Tonnen Steinkohle gefördert. Dies waren auch die letzten bekannten Belegschafts- und Förderzahlen des Bergwerks.

## Heutiger Zustand
Heute erinnert noch das Wodantal an die damalige Zeche Wodan. Das Tal befindet sich zwischen Hattingen-Nierenhof und Niederstüter. Durch das Tal führte die Pferdebahn des Bergwerks.